# Адміністративний устрій Кам'янка-Бузького району
Адміністративний устрій Кам'янка-Бузького району — адміністративно-територіальний устрій Кам'янка-Бузького району Львівської області на 1 міську громаду, 1 сільську громаду, 3 селищні ради та 13 сільських рад, які об'єднують 79 населених пунктів і підпорядковані Кам'янка-Бузькій районній раді. Адміністративний центр — місто Кам'янка-Бузька.

## Список об'єднаних територіальних громад Кам'янко-Бузького району
- Жовтанецька сільська громада
- Кам'янка-Бузька міська громада

## Список радКам'янка-Бузького району
| №  | Назва                            | Центр               | Населені пункти | Площа км² | Місце за площею | Населення (2001), осіб. | Місце за населенням |
| -- | -------------------------------- | ------------------- | --- | --------- | --------------- | ----------------------- | ------------------- |
| 1  | Добротвірська селищна рада       | смт Добротвір       | смт Добротвір |           |                 |                         |                     |
| 2  | Запитівська селищна рада         | смт Запитів         | смт Запитів |           |                 |                         |                     |
| 3  | Новояричівська селищна рада      | смт Новий Яричів    | смт Новий Яричів |           |                 |                         |                     |
| 4  | Банюнинська сільська рада        | с. Банюнин          | с. Банюнин |           |                 |                         |                     |
| 5  | Великосілківська сільська рада   | с. Великосілки      | с. Великосілки с. Малі Нагірці с. Нова Лодина с. Соколів                                                             |           |                 |                         |                     |
| 6  | Дернівська сільська рада         | с. Дернів           | с. Дернів с. Дальнич с. Сапіжанка с. Товмач                                                                          |           |                 |                         |                     |
| 7  | Дідилівська сільська рада        | с. Дідилів          | с. Дідилів с. Великі Підліски с. Хренів                                                                              |           |                 |                         |                     |
| 8  | Незнанівська сільська рада       | с. Незнанів         | с. Незнанів с. Гряда с. Мазярня-Каранська                                                                            |           |                 |                         |                     |
| 9  | Неслухівська сільська рада       | с. Неслухів         | с. Неслухів |           |                 |                         |                     |
| 10 | Полоничнівська сільська рада     | с. Полонична        | с. Полонична |           |                 |                         |                     |
| 11 | Ременівська сільська рада        | с. Ременів          | с. Ременів с. Вислобоки                                                                                              |           |                 |                         |                     |
| 12 | Сілецька сільська рада           | с. Сілець           | с. Сілець с. Долини с. Перекалки с. Тартак с. Тичок                                                                  |           |                 |                         |                     |
| 13 | Стародобротвірська сільська рада | с. Старий Добротвір | с. Старий Добротвір с. Долини с. Козаки с. Кошаковські с. Маїки с. Матяші с. Рогалі с. Рокети с. Стриганка с. Тишиця |           |                 |                         |                     |
| 14 | Старояричівська сільська рада    | с. Старий Яричів    | с. Старий Яричів с. Кукезів с. Руданці с. Цеперів                                                                    |           |                 |                         |                     |
| 15 | Стрептівська сільська рада       | с. Стрептів         | с. Стрептів с. Деревляни с. Спас с. Ямне                                                                             |           |                 |                         |                     |
| 16 | Убинівська сільська рада         | с. Убині            | с. Убині |           |                 |                         |                     |

* Примітки: м. — місто, смт — селище міського типу, с. — село, с-ще — селище